# سرشك (مقاطعة فارياب)
سرشك (بالفارسية: سرشک) هي قرية تقع في البلدة المركزية في إيران. يقدر عدد سكانها بـ 43 نسمة بحسب إحصاء 2016.